# Flugplatz Locarno

i7
i11
i13
Der Flugplatz Locarno (italienisch Aeroporto cantonale di Locarno) ist ein Flugplatz auf dem Gebiet der politischen Gemeinde Locarno im Schweizer Kanton Tessin.

## Lage
Der Flugplatz befindet sich circa 6 Kilometer südöstlich des Zentrums von Locarno in der Exklave Gerre di Sotto in der Magadinoebene. Er liegt nahe am Fluss Ticino, der nur etwas mehr als einen Kilometer westlich in den Lago Maggiore mündet. Er befindet sich in der Nähe der Autobahn A13 und ist über eine Kantonsstrasse erschlossen. Ausser dem Fluss ist er vor allem (durch das Naturschutzgebiet Bolle di Magadino bedingt) von Wiesen und einem Bauernhof umgeben. Im näheren Umkreis befinden sich die Orte Cadenazzo, Magadino, Tenero und Gordola. 
Im Flugplatz-Areal selber befinden sich Unternehmen wie zum Beispiel die Helikopter-Chartergesellschaft Eliticino, ein Partner von Heliswiss, das grösste europäische Fallschirmsprungzentrum Para Centro, die Flugschule Aero Locarno, die Flugzeugwartungsgesellschaft Aeromecchanica und die Schweizerische Rettungsflugwacht (Rega).
Der Flugplatz beherbergt gleichzeitig das Flugplatzkommando Locarno mit dem ICAO-Code LSMO, das zwar die gleichen Start- und Landebahnen benutzt, jedoch eigene Rollwege und Parkplätze sowie einen grossen Hangar besitzt.
Die nächstgelegene Haltestelle der Schweizerischen Bundesbahnen ist die rund 2 km entfernte Bahnstation Riazzino der Bahnstrecke Giubiasco–Locarno.

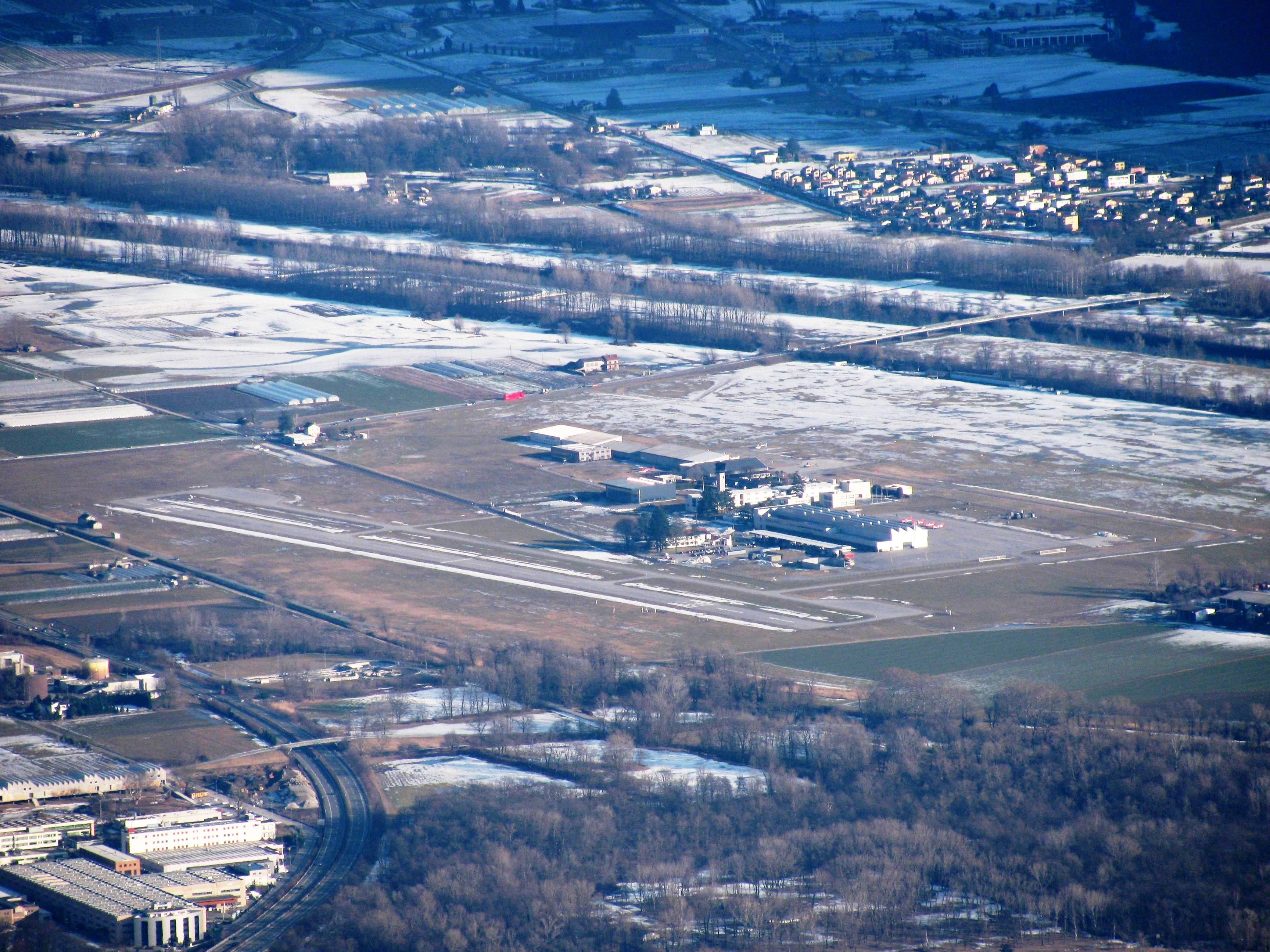
Der Flugplatz aus nordwestlicher Richtung im Winter
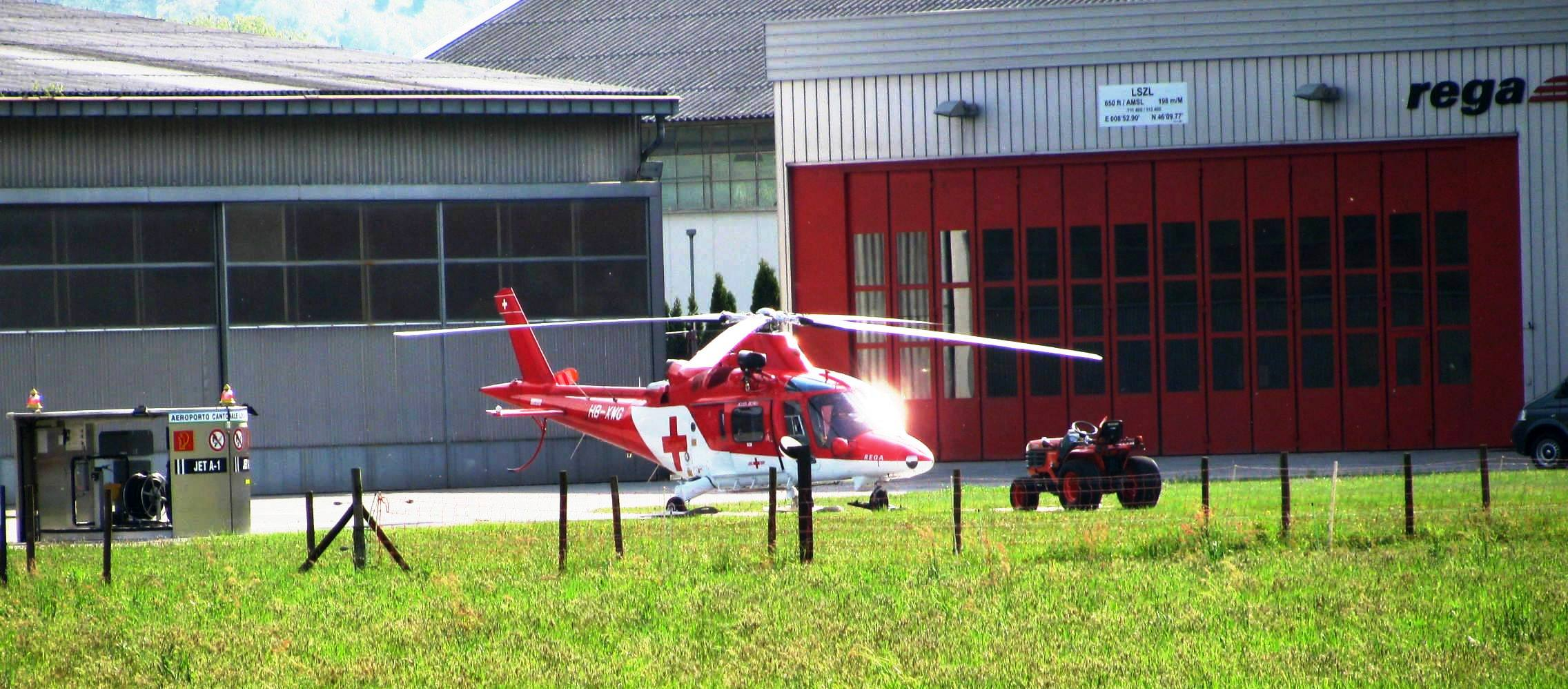
Stützpunkt der REGA
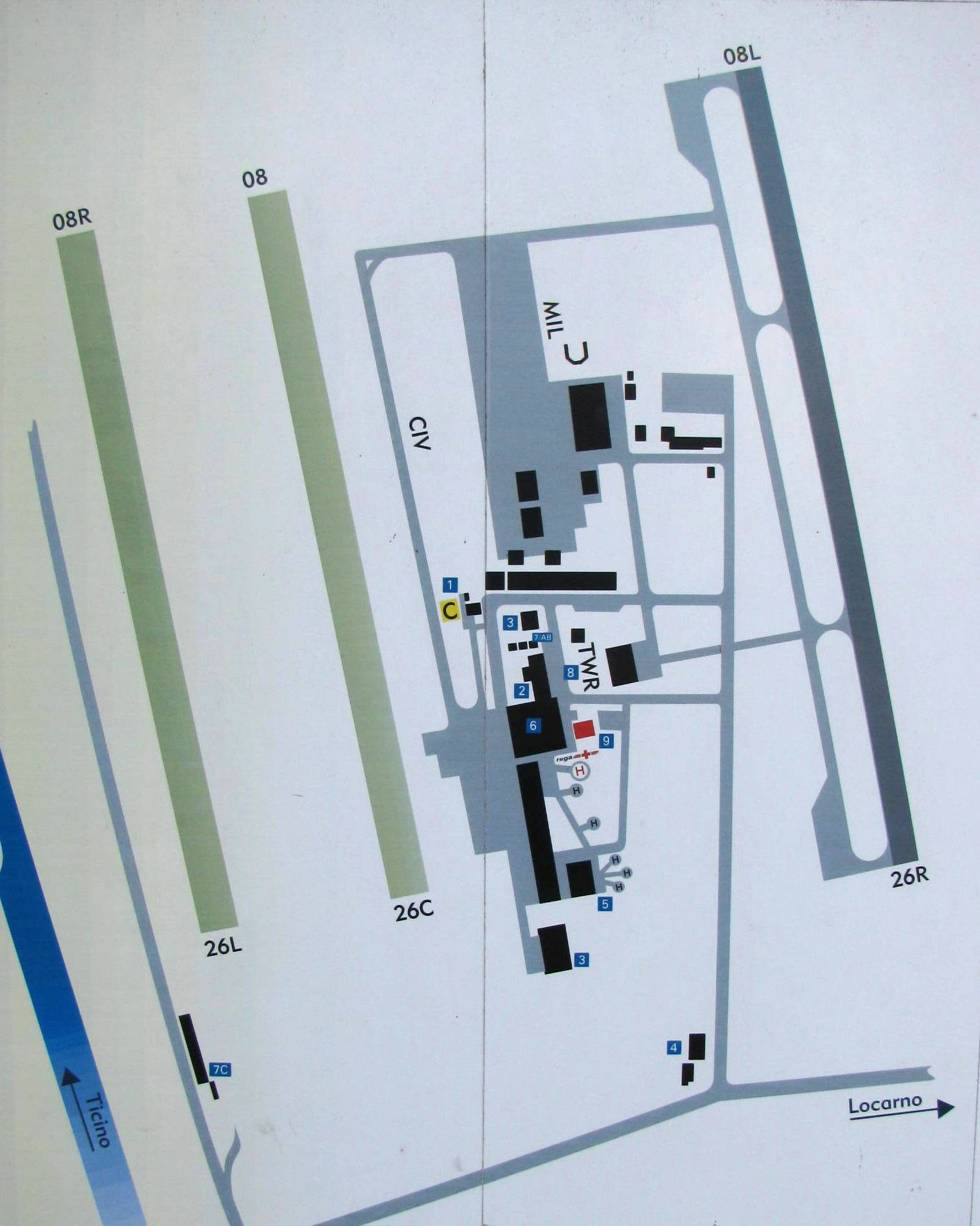
Übersichtskarte des Flugplatzes

## Geschichte
Der zivile Teil des Flugplatzes wurde im Sommer 1939 eröffnet. Der militärische Teil folgte bereits im darauffolgenden Winter. Seit 1941 führt das Militär dort aufgrund der guten Wetterverhältnisse auch die fliegerische Grundausbildung für Militärpiloten aus.

## Flugbetrieb
Der Grossteil der Flugbewegungen wird von kleineren Privatflugzeugen ausgeführt. Viele Flugbewegungen kommen auch durch Übungsflüge und Ausbildungsflüge der Schweizer Luftwaffe, die Helikopter-Chartergesellschaft Eliticino und den örtlichen Segelflugclub zustande, wobei letzterer ausschliesslich die beiden Grasbahnen benutzt.